# Salon de l'automobile de Francfort 2009
Le salon de l'automobile de Francfort 2009, également connu en Allemagne sous la dénomination « IAA », est un salon automobile qui s'est tenu du 17 septembre 2009 au 27 septembre 2009 à Francfort-sur-le-Main. Le salon automobile de Francfort étant l'un des salons les plus importants, de nombreuses nouveautés ont été présentées en première mondiale telles que les nouvelles Opel Astra, Audi S5 Sportback ou encore la version définitive de la Peugeot RCZ. 
Bien que cette 63e édition du Salon de Francfort soit marquée par de nombreuses défections puisque Chevrolet, Cadillac ou encore Honda en sont absents, elle a attiré quelque 850 000 visiteurs. Matthias Wissmann, commissaire général du Salon, estime par ailleurs que « l'IAA 2009 a lieu au bon moment, au bon endroit ». Le pire de la crise étant passé selon lui, le salon fut l'occasion de célébrer un « feu d'artifice d'innovations », notamment électriques.

## Défections

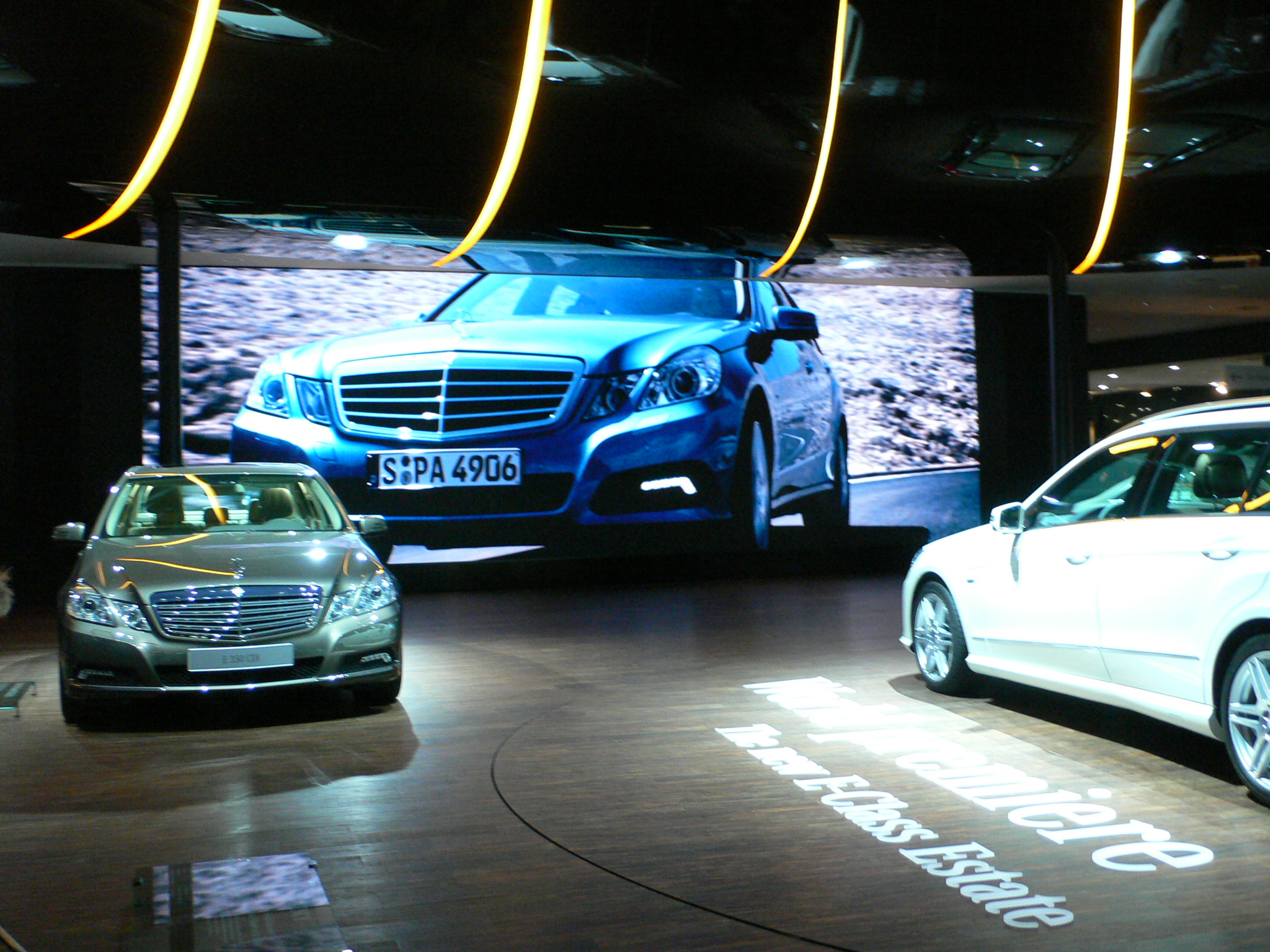
Stand Mercedes, l'un des plus grands du salon.

En raison de la crise économique de 2008-2009 bouleversant profondément l'industrie automobile, plusieurs constructeurs annoncent début février 2009, leur retrait du salon. Nissan, Chevrolet, Mitsubishi, Honda et Daihatsu, constructeurs pourtant notoires, ont ainsi officiellement décidé de ne pas réaliser le déplacement jusqu'à Francfort. Ces constructeurs préfèrent réserver leurs modèles pour le Tokyo Motor Show ou comme Mitsubishi, ne réaliser qu'un salon par région du monde — à savoir le Salon de Genève, ayant lieu en mars, pour l'Europe. 
Ces défections ont d'ailleurs alimenté une rumeur, pour le moins étonnante, selon laquelle le salon de Francfort 2009 serait purement et simplement annulé. Le constructeur allemand Mercedes explique d'ailleurs que « [sa] position aujourd’hui est évidemment d’aller à Francfort, mais on sait que beaucoup d’autres constructeurs se posent des questions. [Sa] décision est forcément liée aux leurs ». À l'inverse, d'autres constructeurs comme Ford et BMW assurent les journalistes de leur présence. Un porte parole de BMW déclare qu'« il paraîtrait franchement étrange d’annuler ce très beau et grand salon ». Cette rumeur ne fait en réalité qu'écho à la décision des dirigeants du salon de Barcelone d'annuler l'exposition à la suite de l'annonce du constructeur Seat, représentant ibérique numéro un, et de bien d'autres, de leur non-présence. 
Les constructeurs américains Chevrolet et Cadillac ont également annoncé, à la suite du retrait des constructeurs japonais, leur décision de ne pas présenter de stand au Salon de Francfort 2009. La raison est, selon Marc Kempe, responsable de la communication de Chevrolet Europe, l'absence de modèles inédits à présenter.

## Enjeux

### L'avenir de l'industrie automobile: résolument électrique

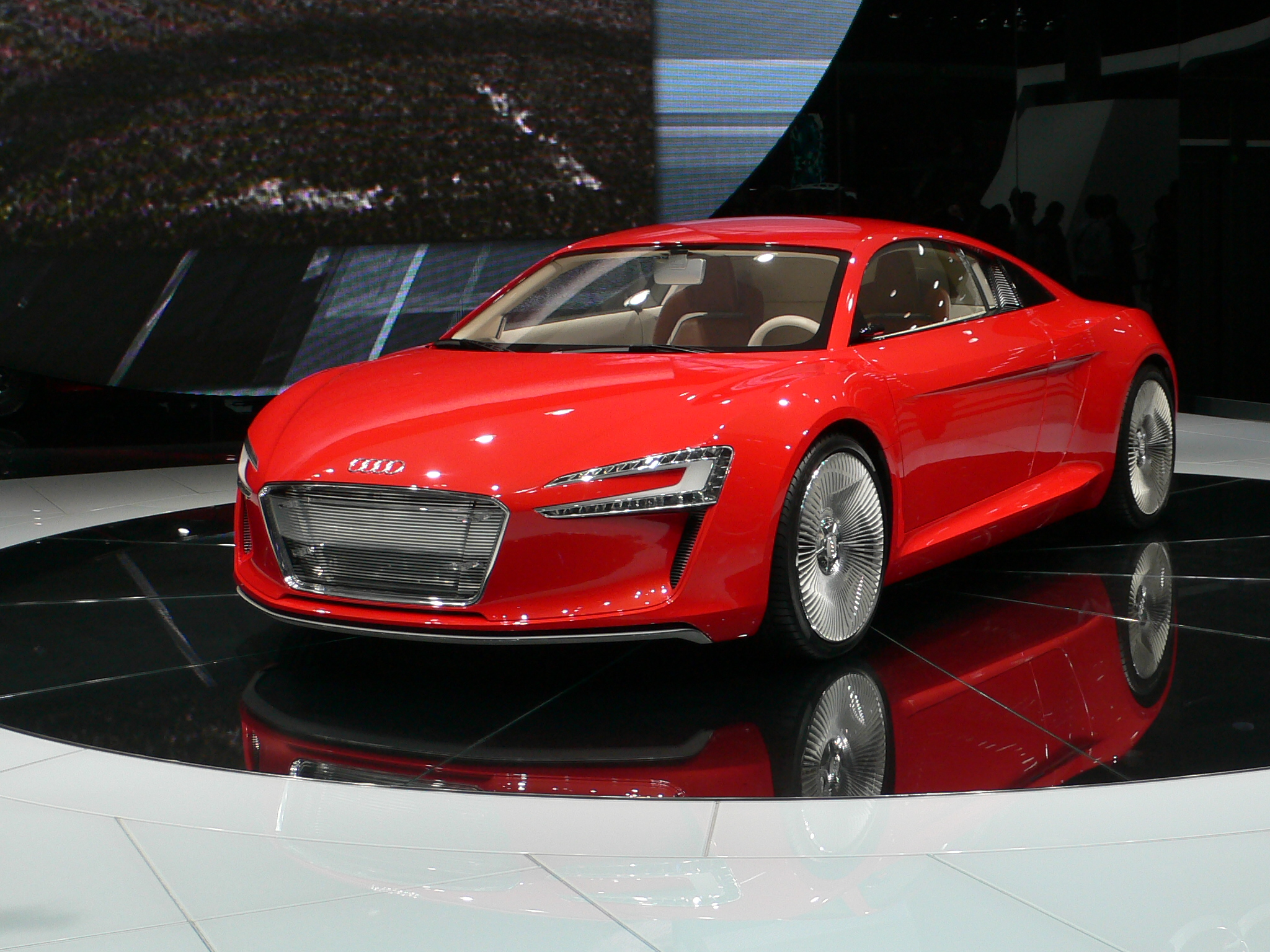
Le concept-car électrique Audi R8 e-Tron.

Le Salon de Francfort fut l'occasion pour les constructeurs allemands — Audi, Mercedes-Benz, BMW pour ne citer que les plus importants — d'exposer leur savoir-faire en matière de technologies respectueuses de l'environnement et notamment en termes d'hybridation et de systèmes d'optimisation des consommations. Le public a également pu découvrir de nouveaux véhicules entièrement électrique. 
Mais au-delà des constructeurs allemands et à l'image des précédents salons automobiles, les technologies respectueuses de l'environnement ont été à l'honneur sur la plupart des stands. De nombreuses nouveautés et premières mondiales ont été présentées au public, selon les organisateurs, telles que la propulsion électrique, de nouveaux véhicules hybrides ou des concept-cars préfigurant les automobiles écologiques du futur. Le constructeur français Renault a d'ailleurs présenté pas moins de 4 concepts électriques, préfigurant des futurs modèles de série, tandis que la firme allemande Audi y a dévoilé une déclinaison entièrement électrique de sa sportive, l'Audi R8 e-Tron.

### Les défis de l'électricité

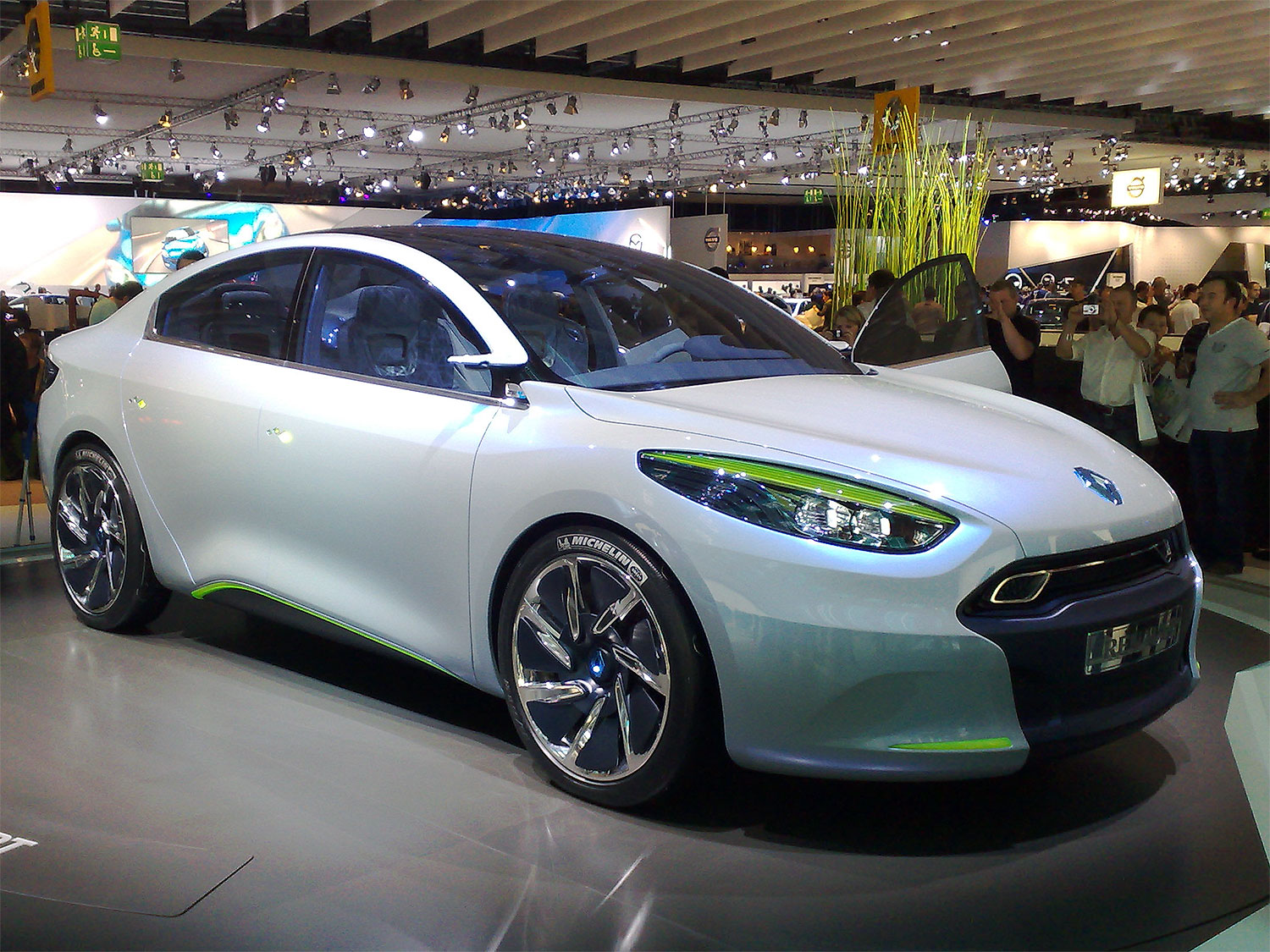
Le concept électrique Fluence Z.E. Concept du constructeur Renault.

L'électricité est envisagée par la plupart comme sortie de crise. Sébastien Amichi, directeur des études pour la société de consultants Roland Berger, explique d'ailleurs que « la crise a convaincu les constructeurs qu'il fallait accélérer dans l'électrique, en concentrant leurs investissements sur ce sujet ». 
Néanmoins, les progrès à réaliser demeure importants, notamment en termes de coûts des batteries (estimé à environ 12 000 € actuellement) et d'efficacité — l'autonomie des batteries de dernières générations est de l'ordre de 160 km. Carlos Ghosn rétorque cependant que « plus de 80 % des déplacements quotidiens [...] en Europe sont inférieurs à 60 km ».
L'autre problème majeur concerne moins les constructeurs puisqu'il s'agit des investissements colossaux mais nécessaire pour créer des infrastructures de recharge.

## Fréquentation
Malgré les quelque 850 000 visiteurs de cette 63e édition, la crise dans le secteur automobile est bien présente. Tandis que la surface du salon diminue de 225 000 m2 à 185 000 m2 et que le nombre d'exposants chute de 30 %, l'union de l'industrie automobile s'attendait à près de 25 % de visiteurs en moins. Bien qu'en nette diminution, le nombre de visiteurs a toutefois dépassé les attentes des organisateurs. Le plus étonnant néanmoins est que le nombre de premières mondiales se voit augmenté de 14 % par rapport à l'année 2007, soit un total de 82 nouveautés.

## Lesstarsdu salon

### BMW X1

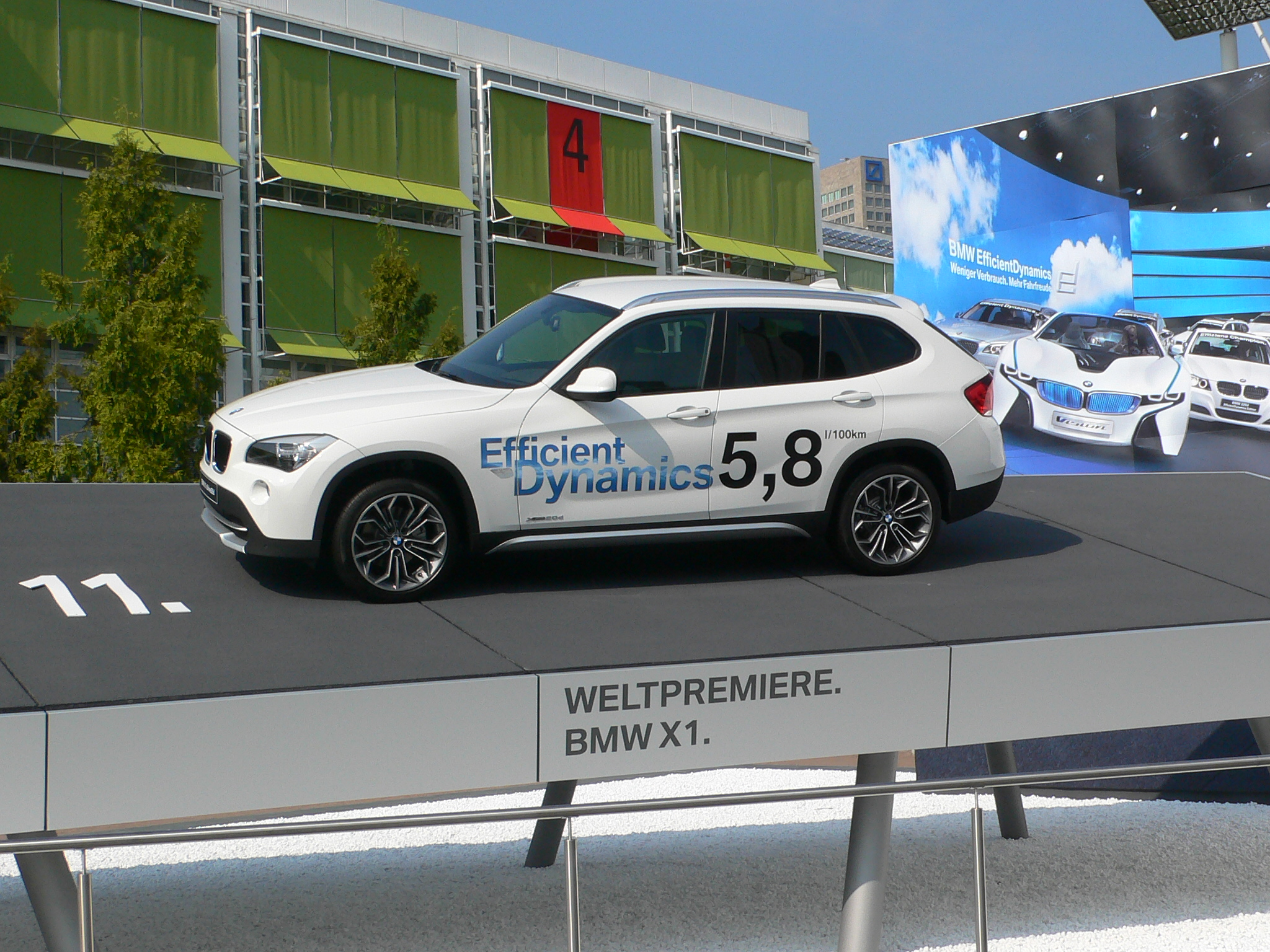
Une BMW X1 installée à l'extérieur du salon.

En partie dévoilée par un concept éponyme du modèle de série lors du Mondial de l'automobile de Paris - Édition 2008, la BMW X1 entame une nouvelle interprétation des Sport Utility Vehicle, plus connue par l'abréviation SUV. D'une taille plus petite que les modèles X3, X5 et X6, le X1 tente de concilier les atouts qui ont fait le succès des SUV depuis les années 2000 aux préoccupations actuelles en termes de respect de l'environnement. Cette volonté n'est pas dénuée de sens étant donné que les gros 4x4 connaissent des difficultés sur leur principal marché, les États-Unis, alors que les SUV attire toujours. 
Destinée à concurrencer les Volkswagen Tiguan et Ford Kuga, le X1 ne devrait pas être commercialisé avant 2010. Très proche esthétiquement du concept-car, l'habitacle est en revanche mieux pensé que les autres modèles de la gamme X. À l'image des derniers modèles de la marque, le X1 s'équipe de la transmission intégrale xDrive. 4 motorisations seront proposées, 4 et 6 cylindres, d'une puissance de 143 ch à 258 ch.

### Citroën DS3

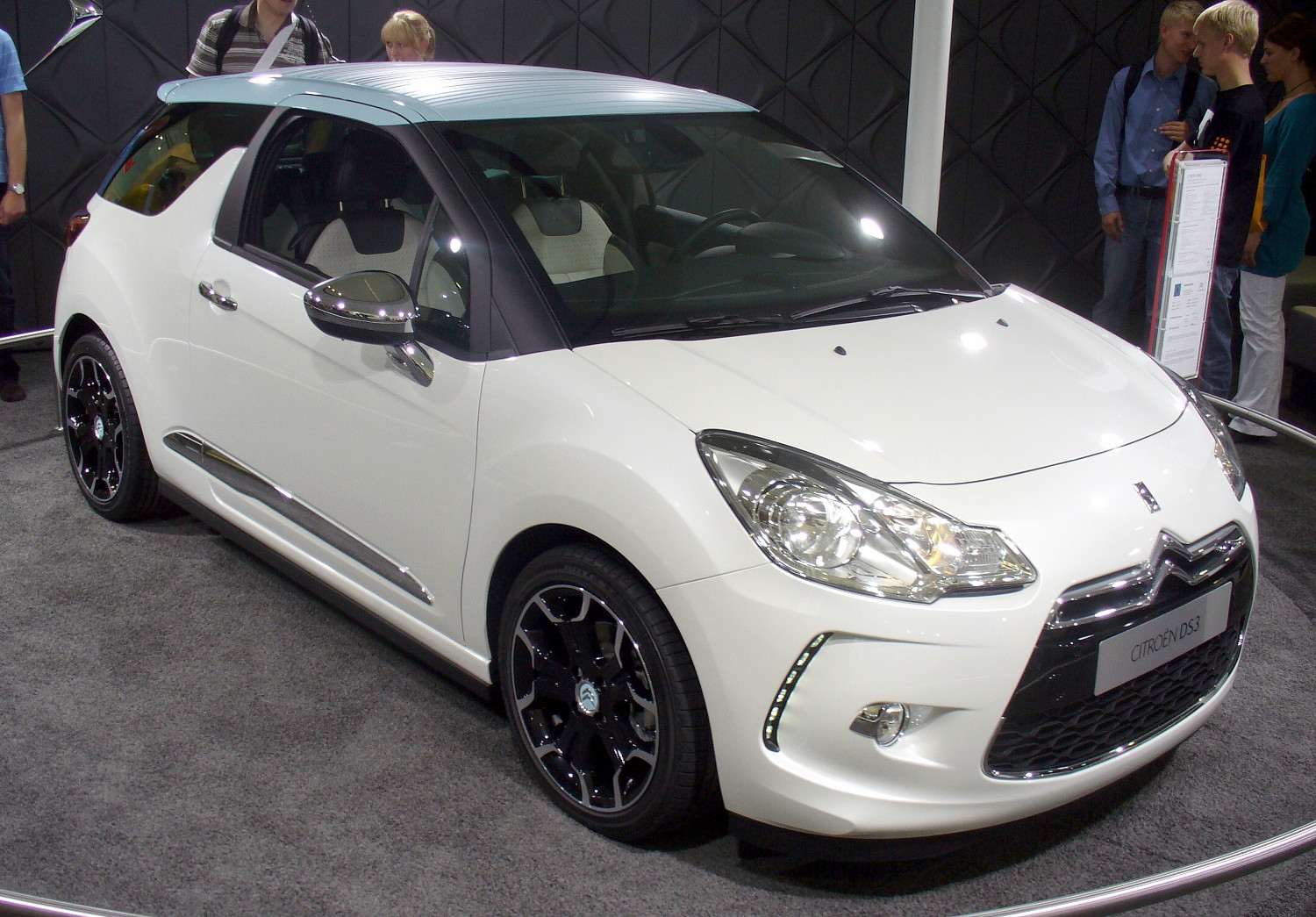
La Citroën DS3 est l'une des stars incontestable du salon.

Déjà l'une des stars au salon de l'automobile de Genève en mars 2009 sous la forme d'un concept car dénommée DS Inside, la Citroën DS3 dévoile ses lignes définitives lors de cette 63e édition du salon de Francfort. En à peine quelques heures, les 1 000 automobiles proposées en pré-commande par Citroën sur Internet mardi 15 septembre ont été réservées. Ces résultats témoignent « du fort pouvoir d'attraction de la DS3 » et offre davantage de crédit aux automobiles interactives et personnalisables. Le site Auto News révèle d'ailleurs que les internautes élisent la DS3 star du salon à 37 %, devant la Ferrari 458 Italia (29 %) et la Peugeot RCZ (27 %).
La Citroën DS3, qui inaugure une nouvelle gamme de véhicule (et un nouveau logo) pour la marque française Citroën, est une déclinaison « Premium » de la C3. Jean-Pierre Ploué, responsable du style PSA, annonce par ailleurs « la fin d'un complexe d'infériorité : la belle voiture ne doit plus être réservée aux constructeurs Premium ». À l'image de ses concurrentes, la DS3 offre une relative liberté de personnalisation puisque le futur acquéreur de l'automobile peut adopter quatre couleurs distinctes de celles de la carrosserie pour le toit ainsi que les coques de rétroviseurs. Les bas de caisse peuvent être quant à eux peints ou bien chromés tandis que le choix pour la couleur des jantes est pléthorique. À l'intérieur, le choix est tout aussi important : huit finitions pour le bandeau en façade, sept types de levier de vitesse et plusieurs selleries.

### Ferrari 458 Italia

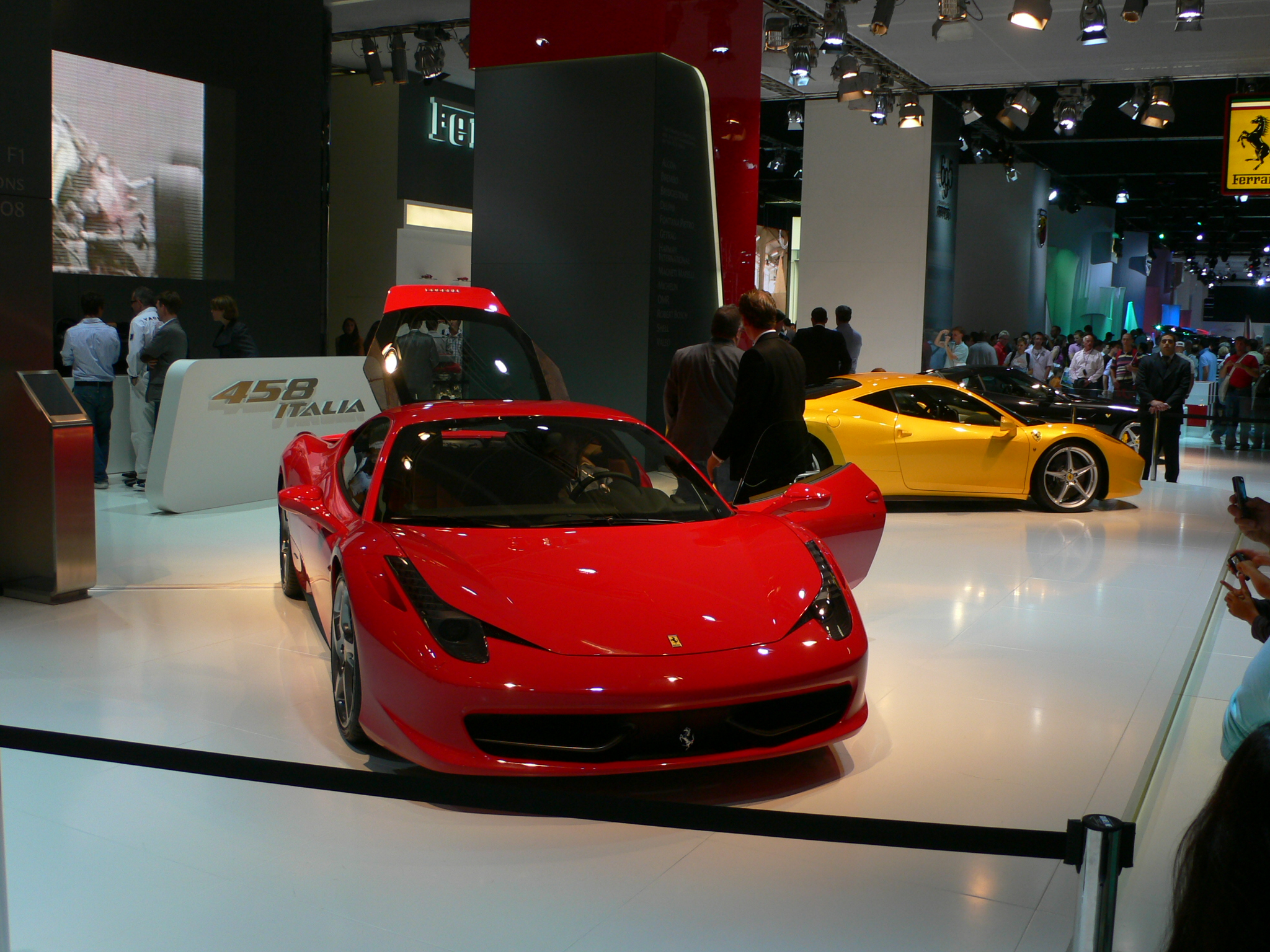
Deux 458 Italia sur le stand Ferrari.

L'apparition d'une nouvelle Ferrari est toujours un événement, d'autant plus lorsque deux d'entre elles, dans des livrées rouge et jaune, sont présentées au Salon de Francfort. Dessinée par le bureau de style du célèbre carrossier Pininfarina, le design de la Ferrari 458 Italia suscite la stupéfaction. Les « traits sont torturés, les angles mêlés d'entrelacs brutalement stoppés » et « les feux surmontés d'une rampe de LED assez petites qui n'offrent pas un regard exceptionnel à l'italienne ». L'une des particularités de cette Ferrari est également son profil ramassé dû à un poste de conduite avancé à l'extrême. Mais même si les critiques envers son dessin sont nombreuses, la 458 Italia attire les foules.
En revanche, d'un point de vue mécanique et aérodynamique, les performances sont extraordinaires. Propulsée par un moteur V8 de 4,5 L (d'où le nombre 458) entièrement nouveau développant 570 ch, la 458 Italia effectue le 0 à 100 km/h en 3,4 s. Elle adopte par ailleurs une boite 7 rapports à double embrayage tandis que l'injection directe, inaugurée l'an dernier sur la Ferrari California, est privilégiée. La consommation n'est ainsi que de 13,3 l/100 km, ce que Ferrari ne manque pas de mentionner en cette période de crise.

### Jaguar XJ

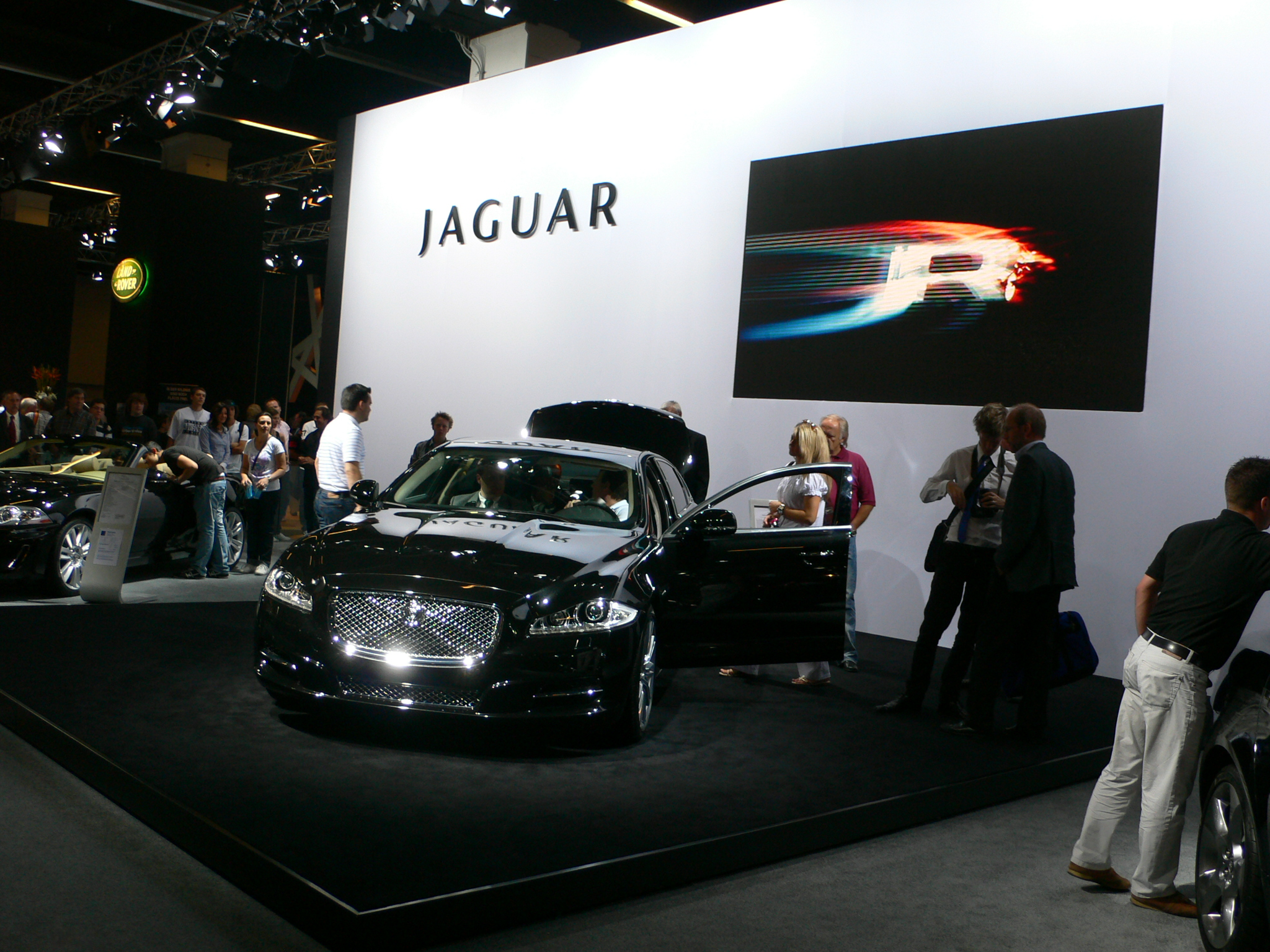
Nouvelle Jaguar XJ.

À la suite de l'arrivée de Ian Callum à la tête du département design du constructeur britannique, les modèles Jaguar ont entamé une profonde rupture stylistique. Le style néo-rétro des anciens modèles est abandonné au profit d'un design plus contemporain, débuté en 2004 avec l'arrivée de la Jaguar XF. Ian Callum expliquait qu'« une rupture esthétique était indispensable », les lignes ayant terriblement vieilli.
La nouvelle Jaguar XJ, « vaisseau amiral » de la gamme puisqu'elle atteint plus de 5,0 m de longueur, rompt ainsi également avec sa devancière éponyme apparue en 1968. Les doubles optiques ronds, auparavant trait caractéristique des Jaguar, font place à des « phares acérés » dynamisant la proue. Le capot bombé et nervuré, la calandre grillagée et le regard tendu souligné par des feux de jour à LED lui confèrent un esprit plus « félin ». En revanche, la partie arrière arrondie surprend par ses feux verticaux à l'image de ceux de la Lancia Thesis et risque de ne pas être « du goût de toute la clientèle Jaguar, réputée très conservatrice ». L'intérieur est quant à lui particulièrement élégant et bien équipé. 
D'un point de vue technique, la Jaguar XJ innove. La structure, inspirée de l'industrie aérospatiale, est en aluminium ce qui permet d'afficher un poids inférieur d'au moins 150 kg par rapport à ses concurrentes selon Jaguar. Par ailleurs composée à 50 % de matériaux recyclés, cette structure minimise l'empreinte carbone de la XJ. Trois types de motorisation — 2 essences V8 et 1 Diesel V6 — seront disponibles à son lancement, développant une puissance de 275 ch pour le Diesel jusqu'à 510 ch pour le plus gros moteur essence.

### Mercedes-Benz SLS AMG

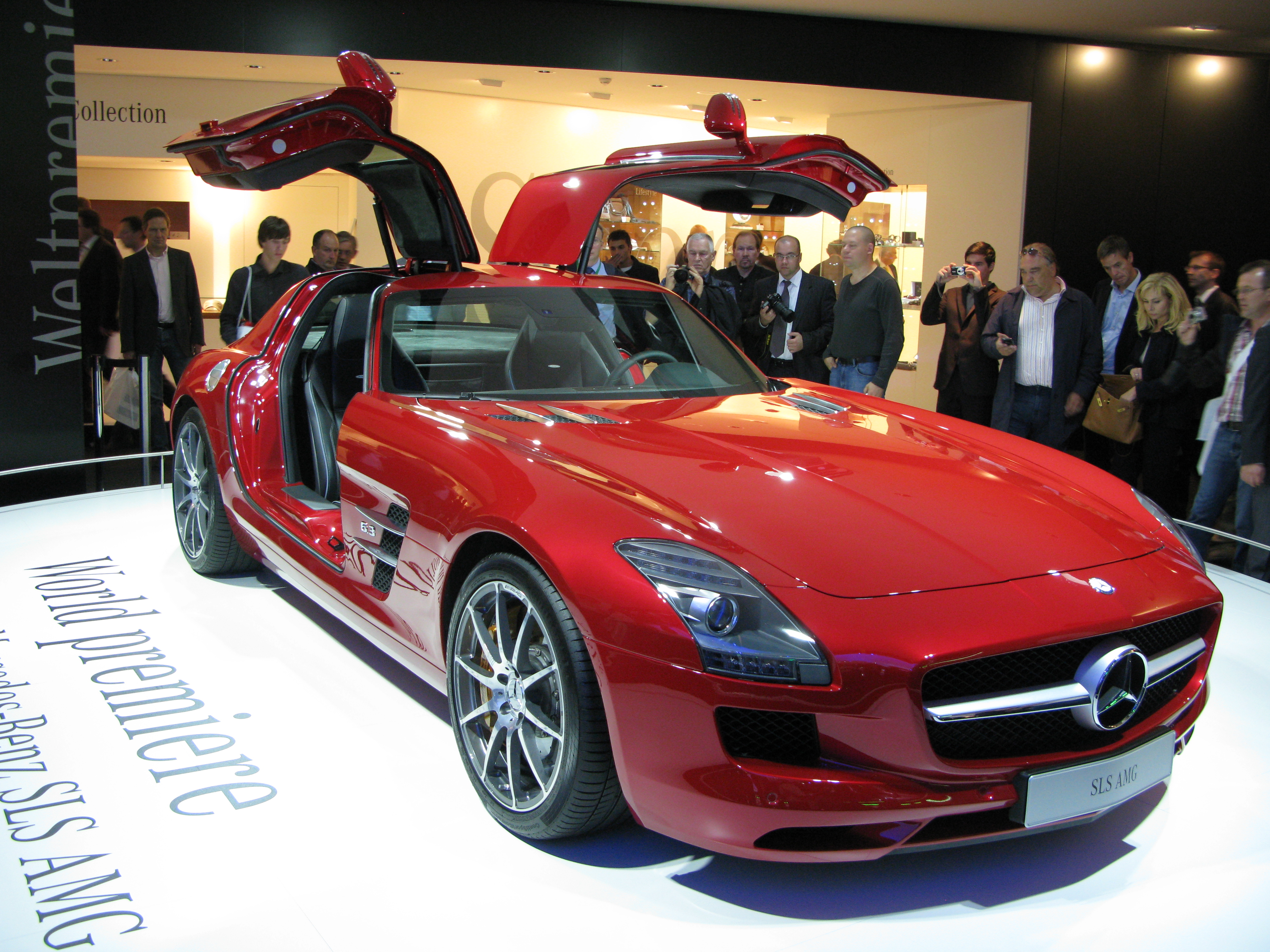
Mercedes-Benz SLS AMG.

Sur le stand Mercedes-Benz se trouve un modèle évocateur d'un passé glorieux pour la marque allemande : la Mercedes-Benz SLS AMG, hommage à la 300 SL des années 1950. 
Ce modèle, conçu par AMG (comme les autres modèles sportifs de la gamme) reprend le moteur V8 6,2 L atmosphérique développé par le préparateur. Il développe 571 ch à 6 800 tr/min et un couple de 650 N m à 4 750 tr/min. Les performances annoncées sont un 0 à 100 km/h effectué en 3,8 s et une vitesse maximale limitée électroniquement à 317 km/h. La répartition des masses est de 47/53, soit 47 % du poids à l'avant et 53 % à l'arrière.

### Opel Astra

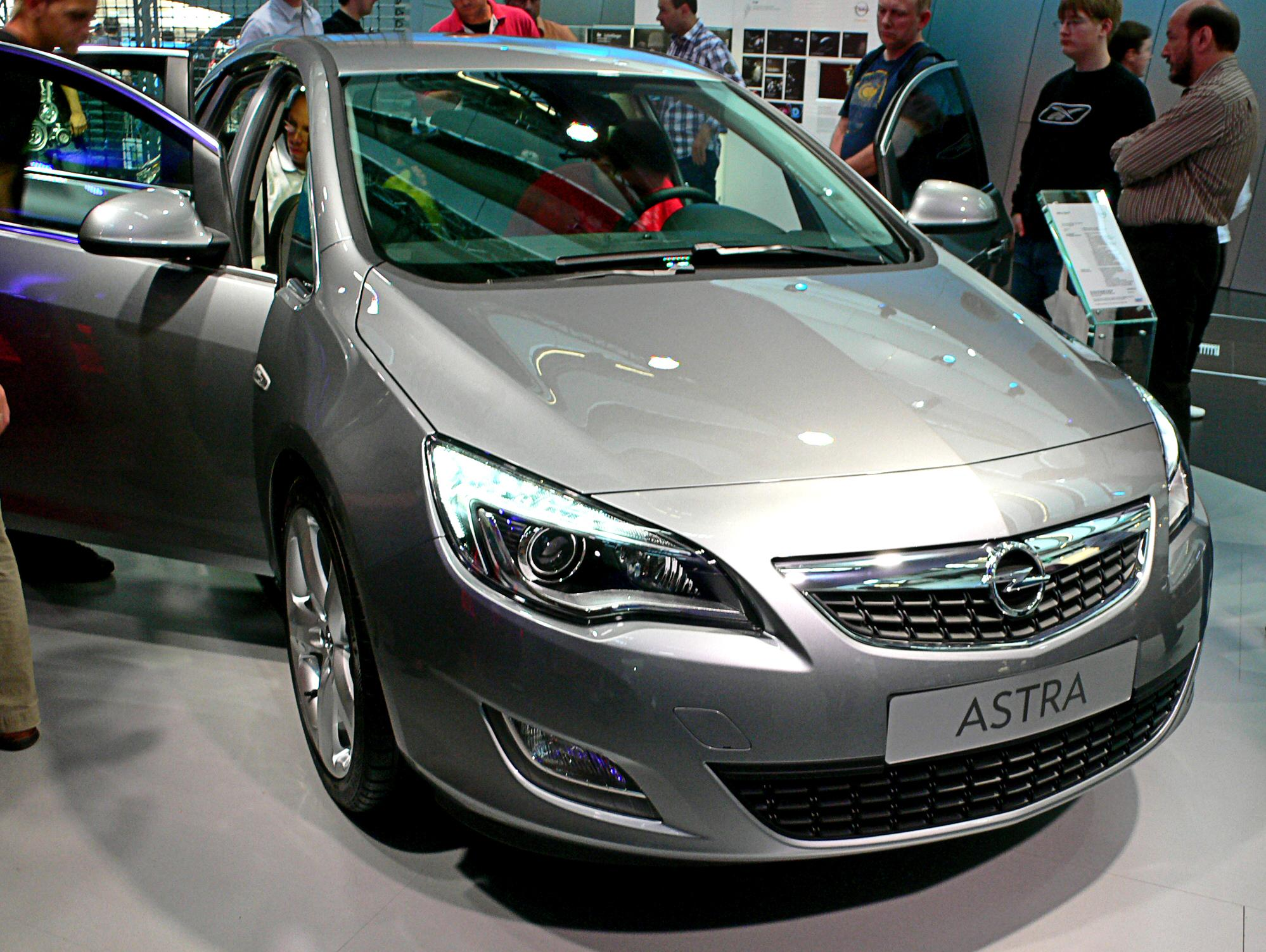
La quatrième génération de l'Opel Astra en première mondiale.

Dévoilée en première mondial au Salon de Francfort, la nouvelle Opel Astra, quatrième du nom, est sans aucun doute l'automobile la plus attendue de l'exposition. En effet, avec près de 500 000 unités vendues par an, elle représente un tiers des ventes d'Opel en Europe. C'est donc en toute logique que cette nouvelle Astra reprend les codes stylistique de l'Insignia, élue voiture de l'année 2009, tout particulièrement les thèmes de l'aile et de la virgule notamment visibles sur les feux de jour à LED. 
Les lignes tendues associées à un poste de conduite avancé lui confère un côté sportif tandis que le pare-brise fortement incliné et la ligne de pavillon fuyante rappellent la précédente génération. Mark Adams, vice-président du design pour General Motors Europe précise qu'Opel « poursuit le travail entamé sur l'Insignia. [Le constructeur] donne à [son] vocabulaire de formes une nouvelle formulation pour la catégorie compacte. Toutefois si le patrimoine génétique est commun, chaque voiture dispose de sa propre personnalité et de son caractère ». Enfin, l’habitacle « riche et soigné atteste d’une montée en gamme spectaculaire ».

### Peugeot RCZ

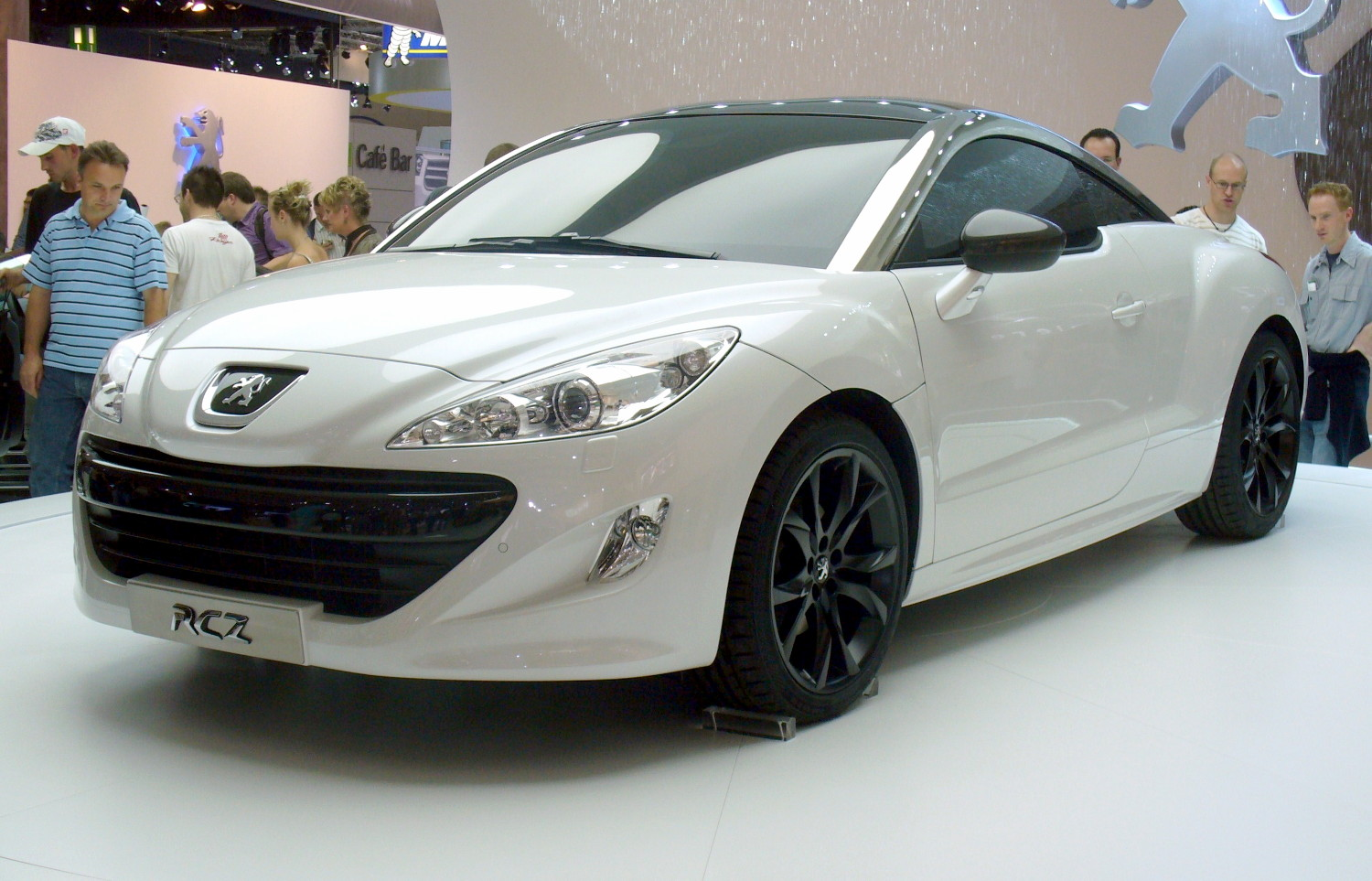
Peugeot RCZ sur le stand du constructeur sochalien.

Le concept car Peugeot 308 RCZ, présentée lors du Salon automobile de Francfort 2007, avait immédiatement charmée aussi bien le public et que la presse. À l'origine destiné à ne rester qu'à l'état de concept, l'engouement suscité lors du salon suffit à motiver Peugeot à produire un modèle en série, la Peugeot RCZ. Elle abandonne donc la dénomination 308, qui risquait de l'assimiler à la « commune » berline 308, devenant ainsi le premier modèle dont le nom n'est pas composé de chiffres.
Deux mois avant l'ouverture du Salon automobile de Francfort 2009, le constructeur français présente sur Internet, les lignes définitives du modèle. La RCZ, coupé 2+2, conserve la plupart des traits stylistiques qui ont fait la réussite du concept, et notamment sa ligne sportive aux airs d'Audi TT et son toit bosselé.

## Listes des nouvelles automobiles présentées

### Concept cars
- Audi R8 e-Tron
- Bugatti Bordeaux
- BMW Vision Efficient Dynamics
- Citroën Revolte Concept
- Hyundai ix-Metro Concept
- Lancia Ypsilon ELLE Concept
- Lexus CT Concept
- Lexus LF-Ch
- Mazda MX-5 Superlight Concept
- Mercedes-Benz BlueZero E-Cell Plus
- Mini Coupé Concept
- Peugeot BB1
- Peugeot RCZ Hybrid4 Concept
- Renault Kangoo Z.E. Concept
- Renault Fluence Z.E. Concept
- Renault Twizy Z.E. Concept
- Renault Zoe Z.E. Concept
- Toyota Prius Plug-in Hybrid Concept
- Trabant nT
- Volkswagen E-Up! Concept

### Automobiles de série
- Audi S5 Sportback
- Audi R8 Spider
- Aston Martin Rapide
- BMW M6 Competition Edition
- BMW Série 5 GT
- BMW X1
- Citroën C3 (2e génération)
- Citroën DS3
- Ferrari 458 Italia
- Fiat Fiorino Qubo Trekking
- Fiat Punto Evo
- Ford C-Max (2e génération)
- Ford Grand C-Max
- Jaguar XJ
- Kia Forte LPI hybride
- Kia Venga
- Kia Sorento (2e génération)
- Koenigsegg CCXR Trevita
- Lamborghini Gallardo LP 550-2 Valentino Balboni
- Lamborghini Reventón Roadster
- Lotus Elise Club Racer Édition Spéciale
- McLaren MP4-12C
- Maserati GranCabrio
- Mazda CX-7 SCR
- Mercedes-Benz Classe E Break (4e génération)
- Mercedes-Benz SLS AMG
- Opel Astra (4e génération)
- Peugeot 5008
- Peugeot iOn
- Peugeot RCZ
- Porsche 911 Sport Classic
- Porsche 911 GT3 RS restylée
- Porsche 911 Turbo 997 (2e génération)
- Renault Fluence
- Rolls-Royce Ghost
- Saab 9-5 (2e génération)
- Skoda Superb Combi
- Spyker C8 Aileron Spyder
- Volvo C30 restylée
- Volvo C70 restylée

## Galerie

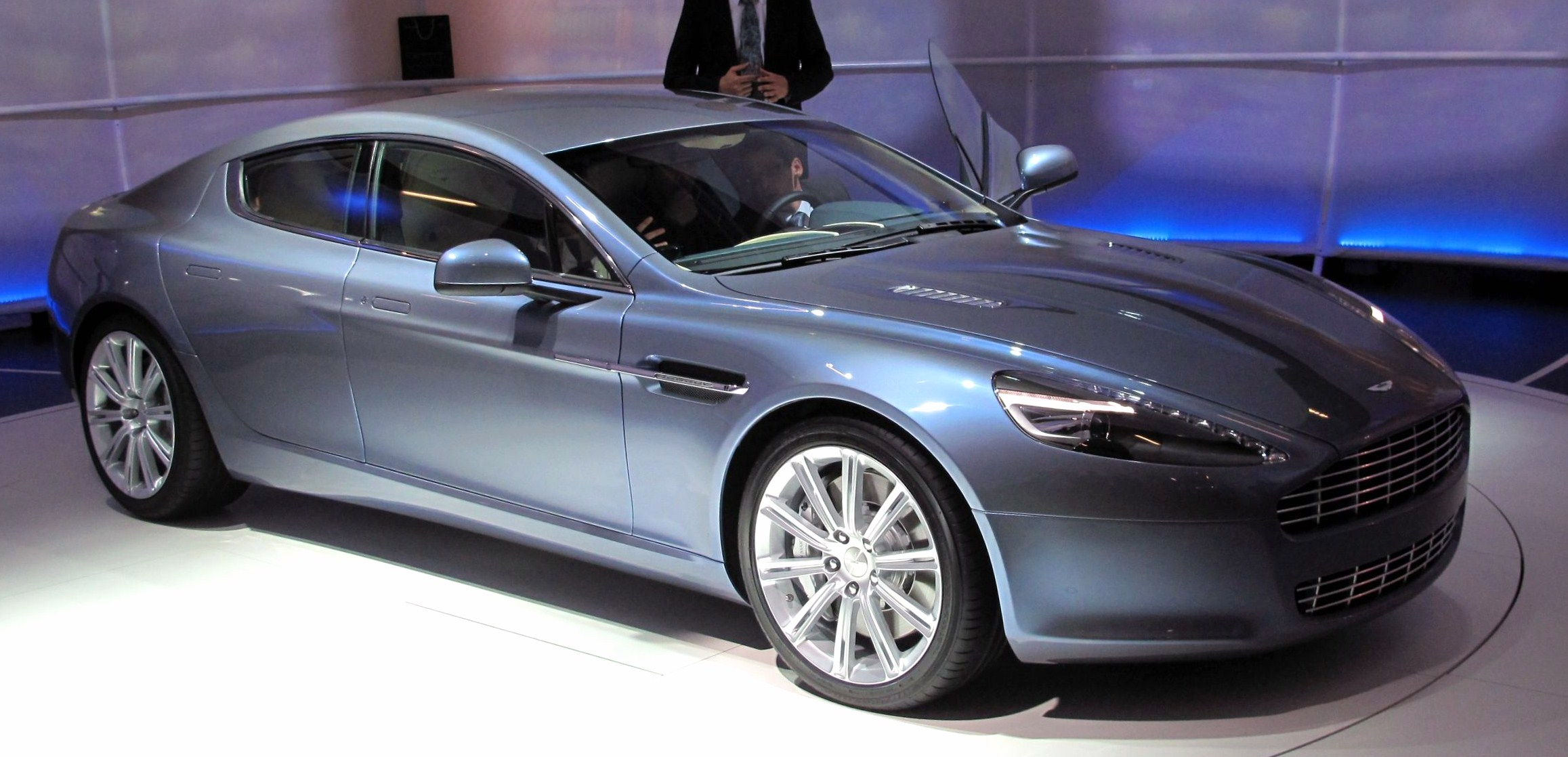
Aston Martin Rapide
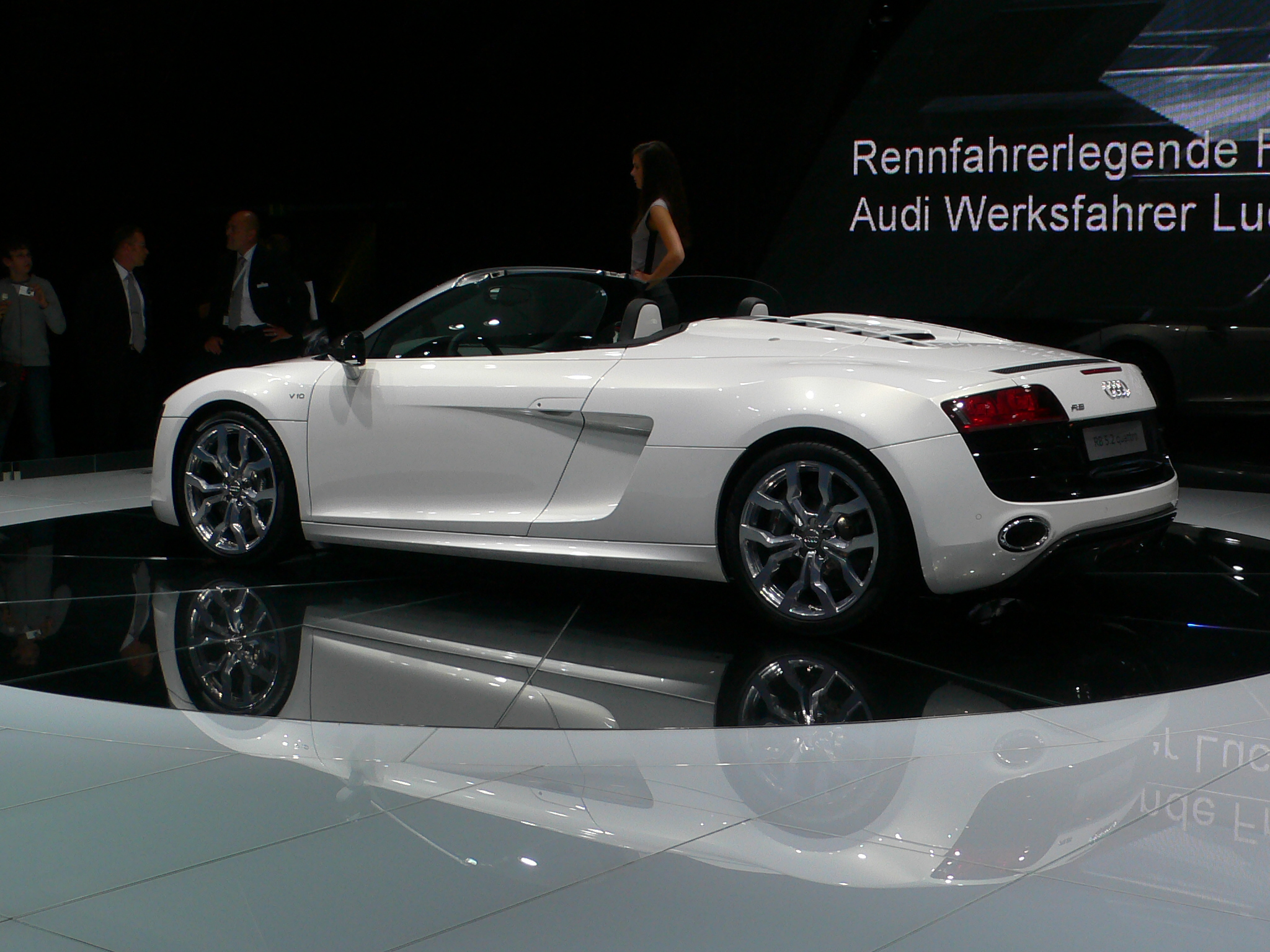
Audi R8 Spyder
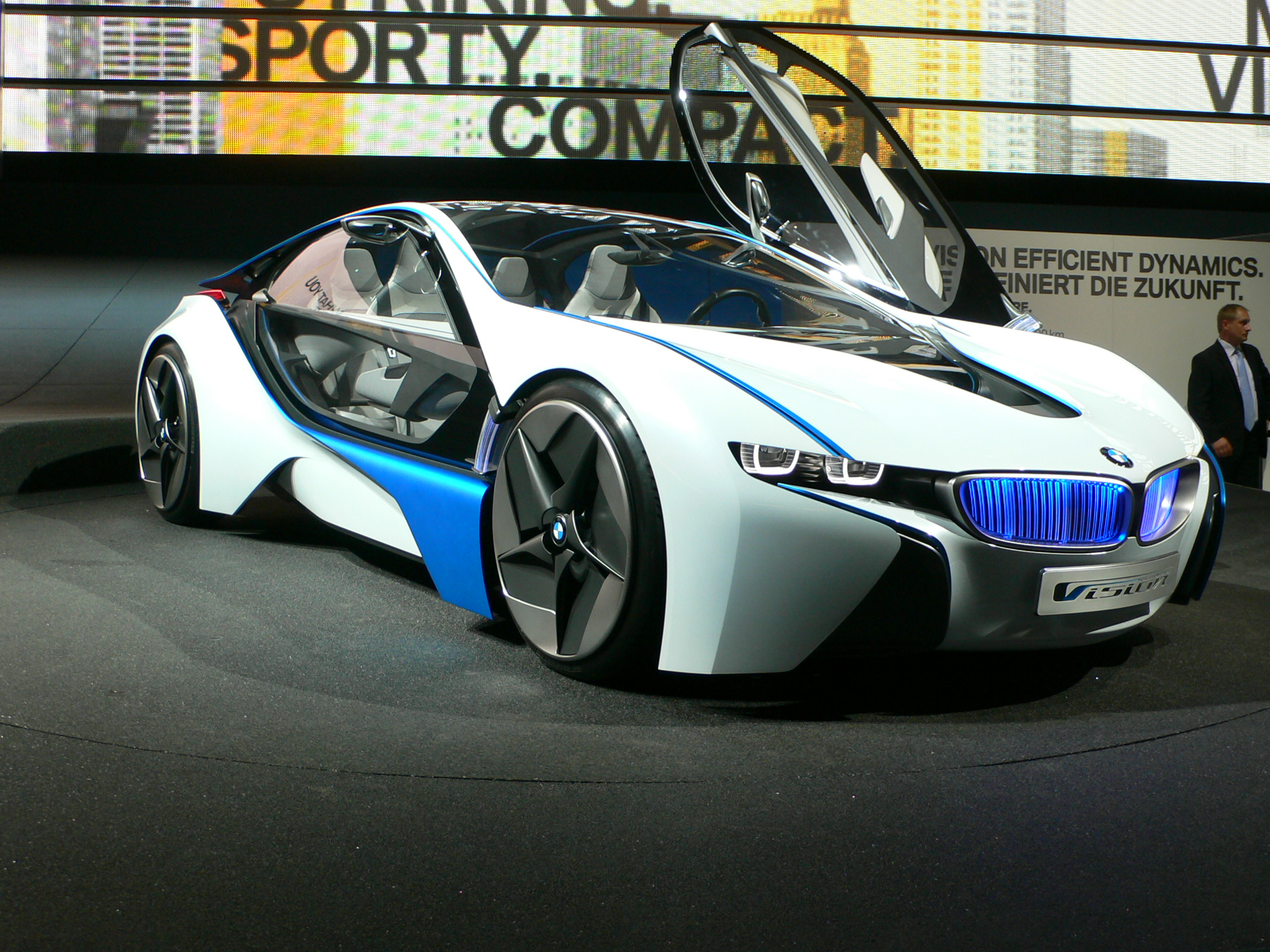
BMW Vision Efficient Dynamics
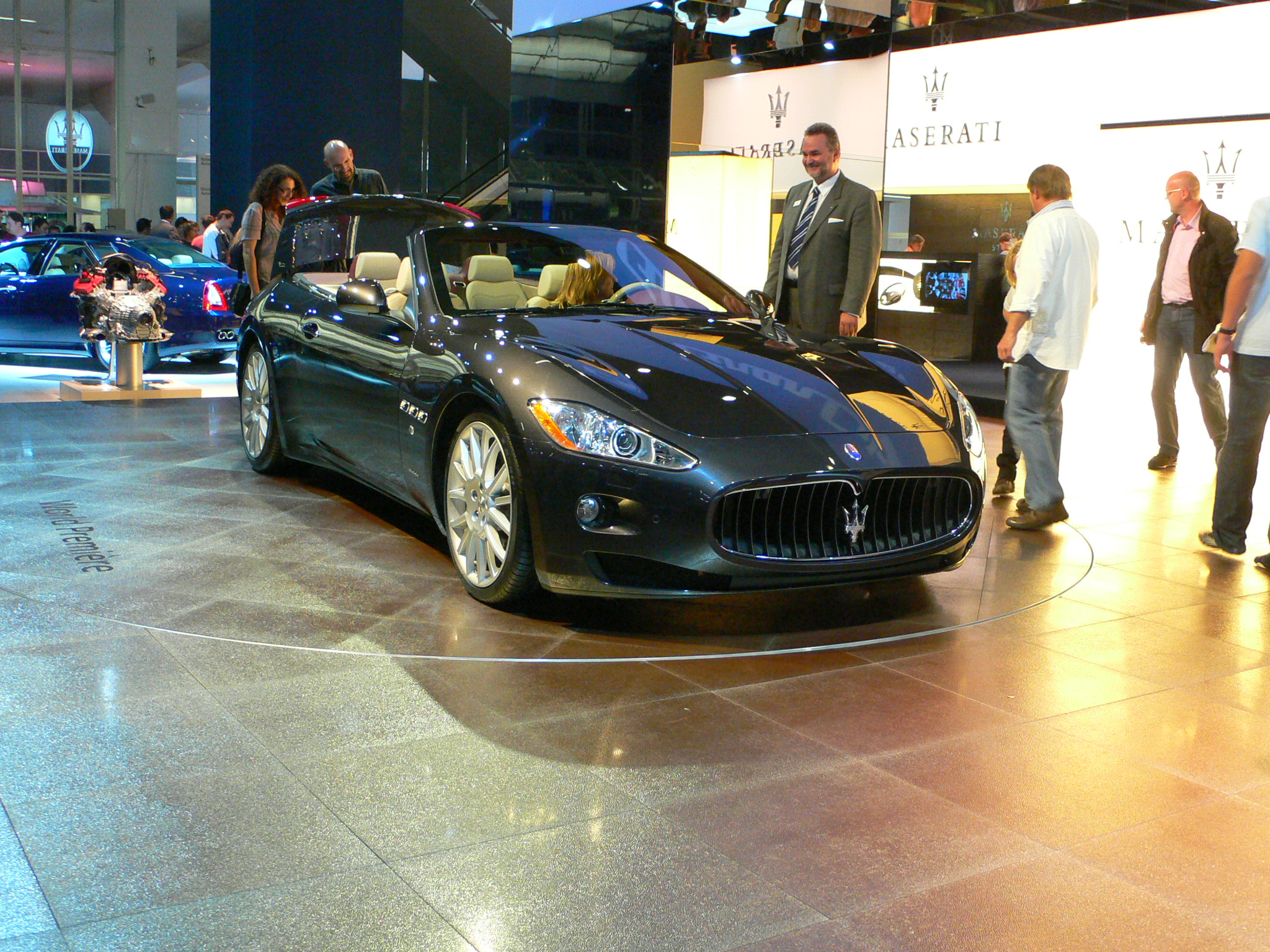
Maserati GranCabrio
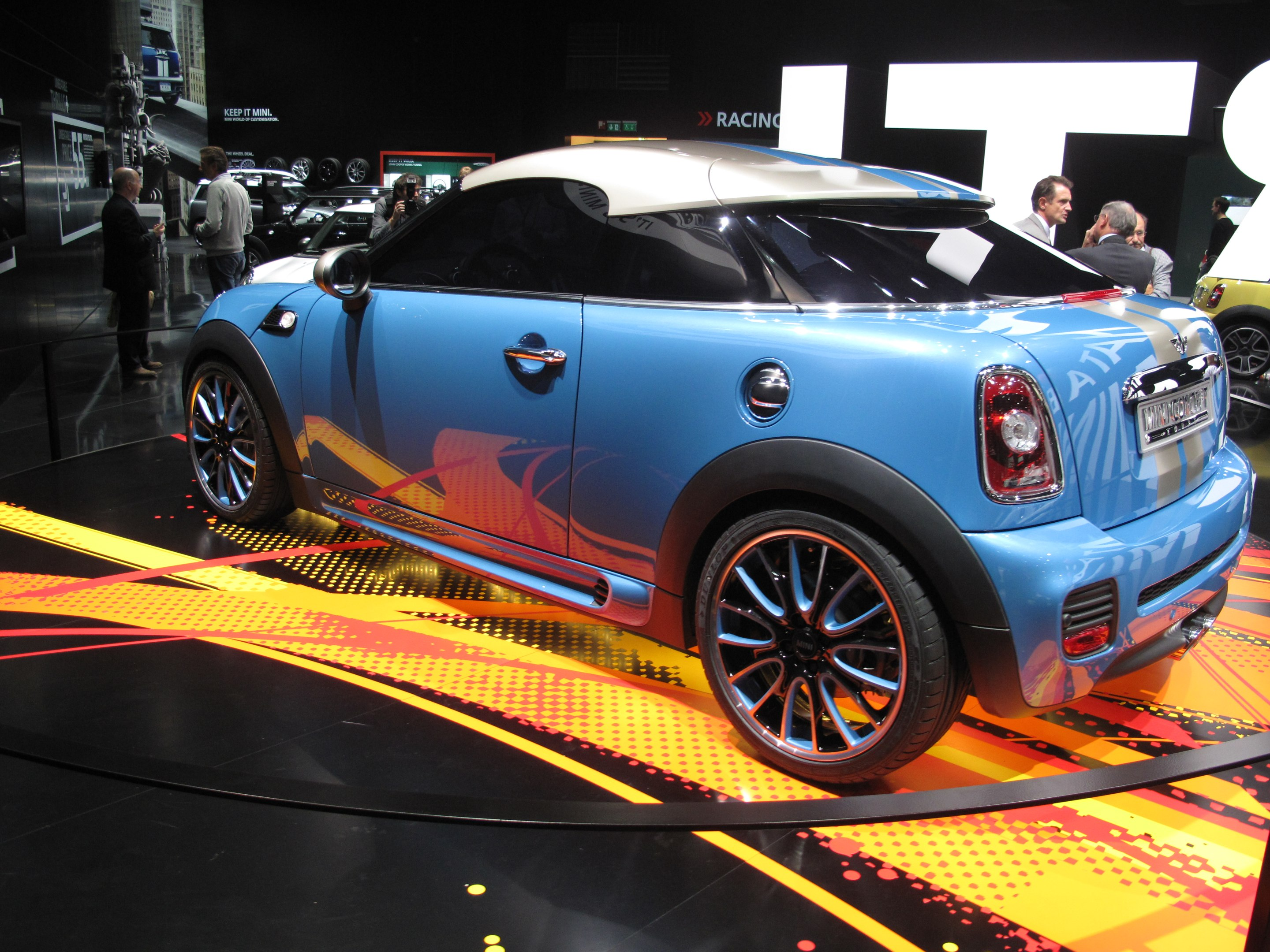
Mini Coupé Concept